# Marcus Gerbezius

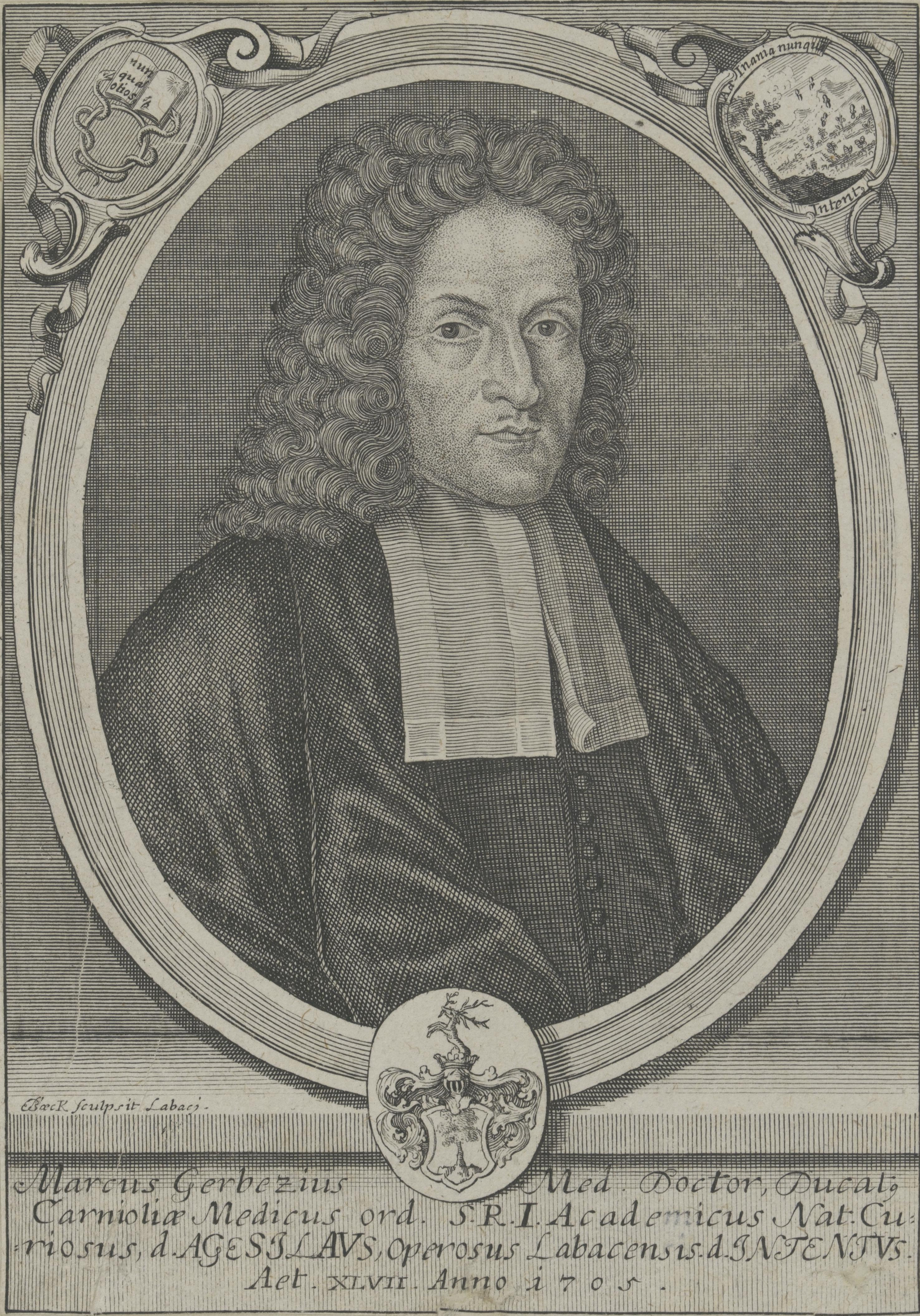
Marcus Gerbezius

Marcus Gerbezius (geboren als Marko Grbec / Gerbec, * 24. Oktober 1658 in St. Veit bei Sittich - Šentvid pri Stični, Unterkrain; † 9. März 1718 in Laibach) war ein slowenischer Arzt, Akademiker in Laibach, Mitglied der Gelehrtenakademie Leopoldina und Mitbegründer der ersten wissenschaftlichen Gesellschaft auf dem Gebiet des heutigen Sloweniens,  der Academia Operosorum Labacensium.

## Werdegang
Marcus Gerbezius (auch Marx Gerbezius)  studierte zunächst Philosophie am Jesuitenkolleg Laibach und danach Medizin in Wien. Kurz vor dem Einmarsch der Ottomanischen Armee in Wien im Jahr 1683 verließ er die Stadt, setzte sein Studium in Padua und beendete es in Bologna im Jahr 1694. Hier studierte er unter anderem bei Marcello Malpighi. Nach Ende des Studiums kehrte er nach Laibach zurück und war dort bis zu seinem Tod als Arzt tätig. 
Nur vier Jahre nach Studienende, am 1. November 1688, wurde Gerbezius mit dem Beinamen AGESILAUS als Mitglied (Matrikel-Nr. 165) in die Leopoldina aufgenommen. 
Gerbezius gilt als Begründer der wissenschaftlichen Medizin in Slowenien. Er war als Pionier der systematischen klinischen Beobachtungen in der Medizin bekannt und publizierte regelmäßig im Publikationsorgan der Leopoldina. Unter anderem beschrieb er im Jahr 1717 als Erster den sogenannten Adams-Stokes-Anfall, eine Bewusstseinsstörung, der immer ein vollständiger Pulsverlust vorausgeht. Giovanni Battista Morgagni, der im Schrifttum allgemein als Erstbeschreiber angegeben wird, veröffentlichte seine entsprechenden Beobachtungen erst im Jahr 1761. 
1693 war Gerbezius einer der Begründer der Academia Operosorum Labacensium, einer multidisziplinären Vereinigung Laibacher Akademiker, die als Vorläufer der Slowenische Akademie der Wissenschaften und Künste gilt. Er erhielt dort den Beinamen INTENTUS und war in den Jahren 1712 und 1713 Vorsitzender der Vereinigung.

## Werke
- Vindiciae physico-medicae aurae Labacensis. Oder Gründliche Verthädigung der Laybacherischen Lufft. Laibach 1710 (google.de).
- Marci Gerbezii Chronologia medico-practica, exactam temporum, aurae, tempestatum, et humanorum corporum inde ortarum alterationum descriptionem cum suis historiis medicis, causis et curationibus potissimum ad modernorum mentem adumbratam continens. Mit Dedikationen von Joannes Benedictus Gründl, Joan Steph Floriantschitsch de Grienfeld, Jacobus Heipl, Joannes Sigismundus Franciscus Catharin, Joannes Franciscus Papler de Altenlack, Georg Sigismund Pogatschnigkh. Frankfurt M, 1713 (google.de).